# Los Mancera
Los Mancera es una localidad del estado mexicano de Guanajuato. Es parte del municipio de Celaya.

## Demografía
| Gráfica de evolución demográfica |
|                                  |

| Censo | Población |
| ----- | --------- |
| 1930  | 51        |
| 1940  | 56        |
| 1950  | 90        |
| 1960  | 80        |
| 1970  | 390       |
| 1980  | 231       |
| 1990  | 877       |
| 2000  | 861       |
| 2010  | 1 291     |
| 2020  | 1 317     |